# Útok příbuznými klíči
Útok příbuznými klíči je v kryptologii jednou z kryptoanalytických technik. Útočník, který nezná šifrovací klíč, při ní má možnost nechat šifrovat zprávy pomocí klíčů, které jsou s neznámým klíčem ve známém vztahu. Útočník může například některé bity zachovat a jiné převrátit a porovnáním buď přímo výstupů nebo informací získaných postranním kanálem provést úspěšný útok. Útok typicky probíhá v rámci složitějšího protokolu, jehož je šifrování jen jednou ze součástí.
Známým příkladem útoku využívajícího příbuzné klíče je útok Fluhrera, Mantina a Šamira z roku 2001 útočící na šifru RC4 a její použití v protokolu WEP používaném na zabezpečení bezdrátových sítí.
Základní obranou proti útokům příbuznými klíči je použití bezpečných funkcí pro odvození klíče. Jiným postupem je využití takových šifer, které mají ochranu proti příbuzným klíčům v sobě – například některé blokové šifry mají složité funkce pro odvození rundovních klíčů vytvořené právě za účelem vysoké odolnosti proti útokům příbuznými klíči.